# Impuesto del pollo

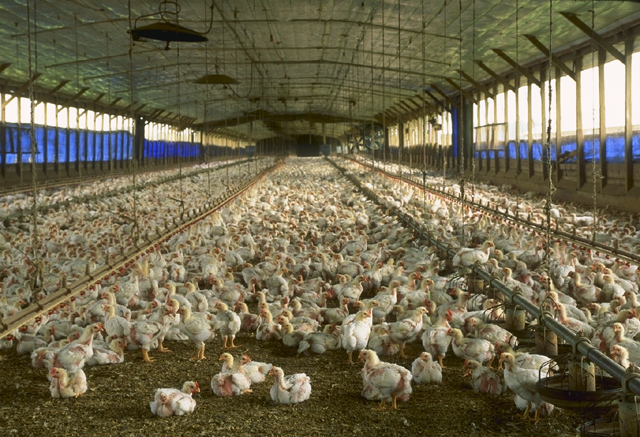
La ganadería intensiva del pollo desarrollada en Estados Unidos llevó a la Guerra del Pollo con Europa.

El impuesto del pollo fue un arancel del 25% aplicado al almidón de patata, la dextrina, el brandy y los vehículos comerciales ligeros (camionetas y furgonetas) que impusieron en 1963 los Estados Unidos durante la presidencia de Lyndon B. Johnson en respuesta a los aranceles impuestos por Francia y Alemania Occidental para la importación del pollo estadounidense. A la serie de encuentros diplomáticos y negociaciones ocurridos entre 1961–1964 se le denominó la "Guerra de Pollo", teniendo lugar en el momento álgido de la Guerra Fría.
Finalmente, los aranceles sobre el almidón de patata, la dextrina y el brandy fueron retirados, pero durante más de 48 años se mantuvo el arancel para las camionetas, quedando para proteger a los fabricantes estadounidenses domésticos contra la competencia extranjera (p. ej., de Japón y Tailandia). En la actualidad se considera que los aranceles fueron excesivos e innecesarios, pero según otros autores, los aranceles fueron "una política en búsqueda de lo racional."
Una consecuencia no pretendida fue que varios importadores de camiones ligeros engañaron el arancel mediante argucias legales. La compañía Ford, que además era la mayor beneficiada del arancel, importaba la Transit Connect como "vehículo de pasajeros" desde Turquía y desmontaba los asientos en un almacén en Baltimore. Mercedes importaba furgonetas completas construidas en Alemania pero desmontadas en piezas, que luego eran montadas en un almacén en Carolina del Sur por obreros estadounidenses en un pequeño almacén de montaje Los vehículos resultantes se vendían como manufacturados locales, libres de aranceles.

## Contexto
A partir de la Segunda Guerra Mundial la cría intensiva de aves se disparó y con ello la reducción de precio, lo que internacionalmente convirtió a una comida de lujo como era el pollo en un alimento básico. A principios de 1960 el pollo permanecía prohibitamente caro en Europa, donde se consideraba todavía un manjar. Las importaciones de pollo económico de los EE.UU provocaron una reducción drástica de los precios en Europa, afectando radicalmente al consumo de pollo entre los europeos. Para 1961 el consumo de pollo per cápita ascendió un 23% en Alemania Occidental. El pollo estadounidense copó el mercado de tal forma que la mitad de la venta de carne avícola en Europa era importada.
En consecuencia Holanda acusó a los EE. UU. de venta a pérdidas y competencia desleal al vender pollos por debajo del precio de producción. El gobierno francés prohibió el pollo estadounidense y abrió expediente a raíz acusando a las granjas americanas que las hormonas utilizadas en las aves podrían afectar a la virilidad masculina. Asociaciones de ganaderos alemanes acusaron a EE. UU. de engordar los pollos artificialmente con arsénico.
Viendo que se cernía una "crisis en las relaciones comerciales entre Estados Unidos y el Mercado Común," Europa impuso aranceles con la idea de defender la auto suficiencia agrícola de la Europa de posguerra, en un sector considerado estratégico. Los mercados europeos empezaron a poner controles de precio del pollo. Francia introdujo el arancel más alto primero, persuadiendo a la Alemania Federal para unirse, con lo que los franceses esperaban hacerse con una parte del mercado alemán eliminando a la competencia americana. Europa adoptó la Política Agrícola Común, imponiendo precios de importación mínima a todo el pollo importado y anulando cualquier acuerdo anterior o concesión.
A principios de 1962, Washington acusó al Mercado Común de Europa de restringir injustamente las importaciones aviarias americanas. Por agosto de 1962, los exportadores de EE. UU. habían perdido el 25% de sus ventas de pollo europeas. Las pérdidas de la industria aviar estadounidense se estimaron entre los 26-28 millones de dólares (sobre los 210 millones dólares de 2014).
El senador J. William Fulbright, presidente del Comité del Senado en Relaciones Extranjeras y senador demócrata de Arkansas, estado líder en la producción de pollo del país, interrumpió un debate de la OTAN sobre armamento nuclear para protestar por las sanciones en el comercio del pollo americano, amenazando con reducir las tropas destinadas en Europa. Konrad Adenauer, entonces Canciller de Alemania, más tarde informó que él y el presidente John F. Kennedy se escribían mutuamente correspondencia sobre Berlín, Laos, la Invasión de Bahía de Cochinos, "y aproximadamente la mitad de las cartas trataban sobre pollos."

## Fracaso de la diplomacia

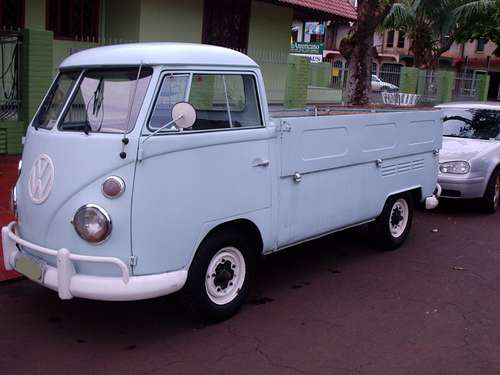
Las ventas en Estados Unidos de las furgonetas Volkswagen Type 2 en configuración de pickup y cerrada se redujeron drásticamente por el impuesto del pollo.

La diplomacia fracasó después de 18 meses de negociaciones, y el 4 de diciembre de 1963, el presidente Johnson impuso un impuesto del 25% porcentaje (casi 10 veces el arancel de EE. UU. medio) por orden ejecutiva (Orden 3564) sobre el almidón de patata, la dextrina, el brandy y vehículos comerciales ligeros (en inglés light trucks o camionetas) efectiva a partir del 7 de enero de 1964.
Con la proclamación de Johnson, los EE. UU. habían invocado su derechos bajo el Acuerdo General en Aranceles y Comercio (GATT), por el cual una nación agraviada puede aumentar aranceles por una cantidad igual a las pérdidas por los aranceles sufridos. Oficialmente, el impuesto gravaba los productos más importados de Europa que aproximaban el valor de ventas de pollo americano perdido en Europa.
Retrospectivamente, grabaciones de audio de Johnson en la Casa Blanca, revelaron un quid pro quo no relacionado con el pollo. En enero de 1964, Presidente Johnson intentó convencer al presidente de la Asociación United Auto Workers Walter Reuther para no iniciar una huelga justo antes de las elecciones de 1964 y apoyar la plataforma de derechos civiles del presidente. Reuther a su vez aspiraba a que Johnson respondiera por el incremento de ventas de Volkswagen. El impuesto de pollo afectó directamente a la importation de la furgoneta Volkswagen Tipo 2s en configuraciones de pick up y furgoneta.
En 1964, las importaciones de EE. UU. de "camiones automóviles" de Alemania Occidental disminuyeron por un valor de $5.7 millones—aproximadamente la tercera parte del valor importado en el año anterior. Justo después, las furgonetas Volkswagen y pickup, los objetivos pretendidos, "prácticamente desaparecieron del mercado de EE.UU.."
VW Tipo 2s no fue la línea de vehículo única afectada. Como resultado directo del impuesto de pollo, el productor japonés Toyota (con su Publica y Corona), Datsun (camión Sunny), Isuzu (Wasp), y Mazda (Familia), el cual vendía pickup camión y vehículos coupe en los EE. UU. en aquellos años, tuvieron que venderlos en otros sitios y no pudieron traer otros modelos en el futuro.

## Ramificaciones

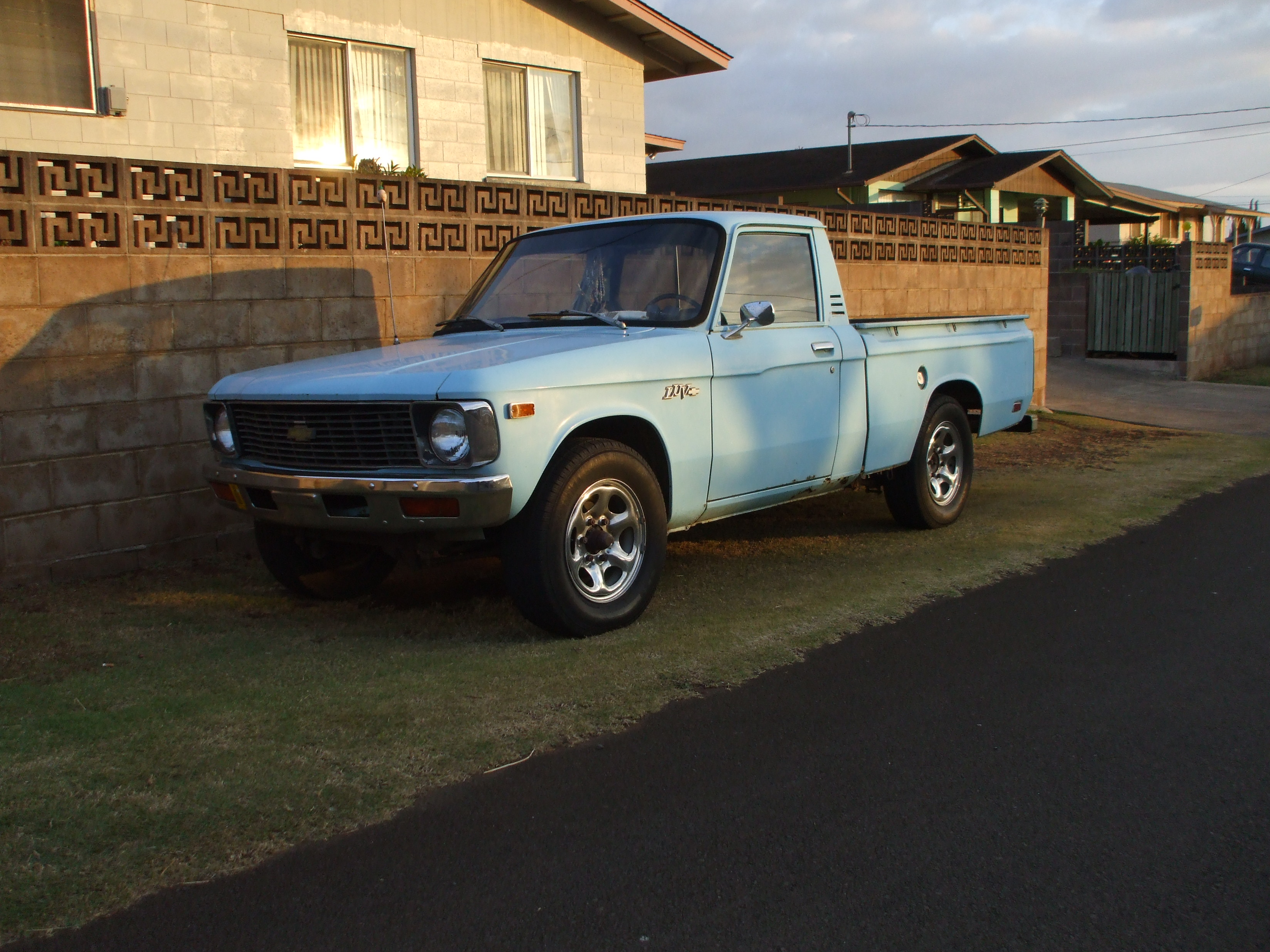
Chevrolet LUV: Importado de 1978@–1987 en chasis-configuración de taxi (menos cama de camión) a circumvent el Impuesto de Pollo

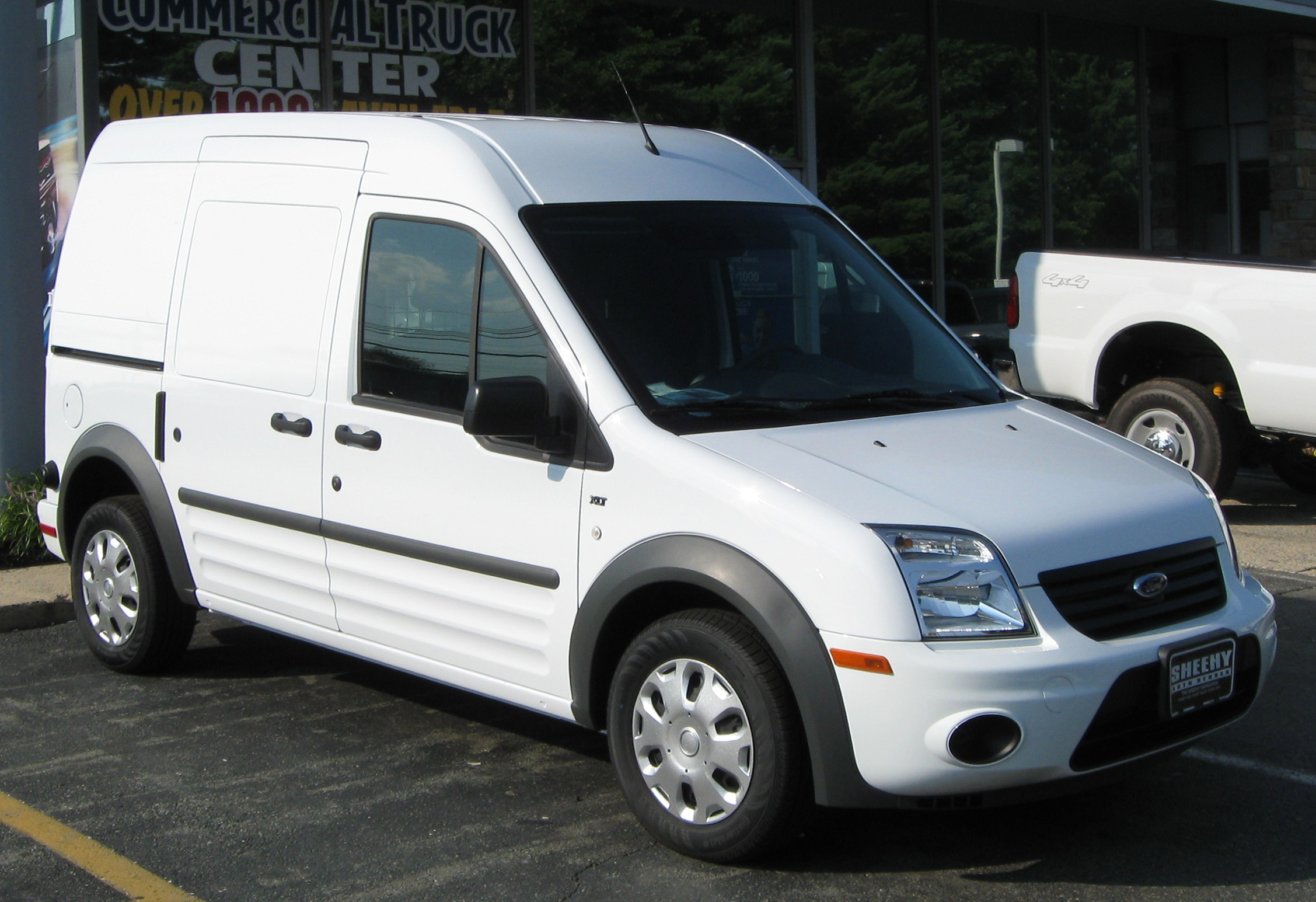
EE.UU. ataron Ford Transit Conecta: las piezas de su interior son shredded a circumvent el Impuesto de Pollo

El arancel directamente afectó a cualquier país (como Japón) que buscaba llevar furgonetas a los EE. UU. y eficazmente "expulsó a cualquier compañías de camionetas asiáticas fuera del mercado estadounidense." Durante los años de intervención, el lobby de empresas automotrices de Detroit (como General Motors) protegieron el arancel de las camionetas, reduciendo la presión para introducir vehículos que contaminaran menos y que ofrecieran menores consumos.
En noviembre de 2010, el arancel de 1963 del 25% todavía afectaba a la importación de camionetas. Robert Z. Lawrence, profesor de Inversión y Comercio Internacionales en Universidad de Harvard, publicó que el impuesto del pollo dejó inválida a la industria de automóvil de los EE. UU. por aislarla de la competición real en camionetas por 40 años.